# Les Histoires du père Castor
 (février 2024).
Si vous disposez d'ouvrages ou d'articles de référence ou si vous connaissez des sites web de qualité traitant du thème abordé ici, merci de compléter l'article en donnant les références utiles à sa vérifiabilité et en les liant à la section « Notes et références ».
Ne doit pas être confondu avec Père Castor.
Les Histoires du père Castor  est une série télévisée d'animation franco-canadienne en cent cinquante-six épisodes de six minutes, réalisée par Jean Cubaud, Pascale Moreaux et Greg Bailey, produite par Jean-Pierre Guérin et diffusée à partir du 22 avril 1993 sur Canal J et à partir du 6 septembre 1993 sur France 3 dans l'émission Les Minikeums. La série est diffusée au Québec, à partir du 1er septembre 1996 sur la Télévision de Radio-Canada.
La troisième saison inédite est diffusée pendant l'été 2002, puis l'intégrale de la série est rediffusée sur France 5 dans Zouzous du 28 juin 2003 au 18 décembre 2015. Elle a aussi été rediffusée sur TiJi.
La série télévisée est créée sur la base des albums du Père Castor, ouvrages pour la jeunesse publiés par les éditions Flammarion.

## Synopsis
Le père Castor ne laisse jamais passer une occasion de raconter une histoire à ses trois enfants, Câline, Grignote et Benjamin. Il les laisse ensuite en tirer leurs propres conclusions.

## Distribution
- Raymond Baillet : le père Castor
- Sauvane Delanoë : Câline
- Brigitte Lecordier : Benjamin
- Magali Barney : Grignote
- Pierre Laurent, Françoise Vallon, Sophie Arthuys, Jean-Louis Faure, Stéphane Bazin, Adrien Antoine, Marine Boiron, Philippe Catoire, Colette Venhard, Roger Carel, Jean-Claude Donda, Donald Reignoux : voix additionnelles

 Source et légende : version française (VF) sur RS Doublage et Planète Jeunesse

## Musique et générique
- Chanson du générique : Florence Caillon
- Musique intérieure saisons 1 et 2 : Léon Aronson
- Musique intérieure saison 3 : Florence Caillon

## Épisodes

### Saison 1 (1993)
1. Michka
2. Ne dérangez pas les dragons
3. La Chèvre et les Biquets
4. Les Trois Petits Cochons
5. Marlaguette
6. Boucle d'or et les Trois Ours
7. Perlette, goutte d'eau
8. Demoiselle Libellule
9. La Vache orange
10. Le Cheval bleu
11. Le Conte de La Marguerite
12. Cigalou
13. Le Joueur de flûte de Hamelin
14. Le roi qui ne pouvait pas éternuer
15. Le Mouchoir de Benjamin
16. Blancheline
17. Mon lit dans les étoiles
18. Le Coup de pied
19. Le Jamais Content
20. La Pume du caneton
21. Noix de coco cherche un ami
22. Le Beau Chardon d'Ali Boron
23. Tirbouchonet a la rougeole
24. Deux Petits Cochons trop cochons
25. La Boîte à soleil
26. La Chouette d'Émilie
27. La Plus Mignonne des petites souris
28. La Famille Rataton
29. Le Petit Cheval et le Vieux Chameau
30. La Grande Panthère noire
31. Le Petit Chacal très malin
32. L'Oiseau de pluie
33. Du poison pour les dragons
34. Bien fait pour eux
35. Baba Yaga
36. Les Deux Bossus
37. Petit Zèbre
38. Histoire de singe
39. Pâquerette et Poulette coquette
40. Les Noces de Clémentine
41. Agnès a grandi
42. Agnès et la Mouette gracieuse
43. Le Chat de monsieur Neige
44. La Souris, le Chat et le Petit Garçon
45. Poulerousse
46. Le Petit Cochon trop gourmand
47. Un tour de renard
48. La Pêche aux anguilles
49. Le Blaireau à lunettes
50. Le Blaireau et sa voisine

### Saison 2 (1994-1995)[4],[5]
1. Gardon
2. Les Trois Cheveux d'or
3. Le Grand Cerf
4. Chante pinson
5. Horreur, peste, vinaigre
6. Les Vacances de Mariette
7. L'Extravagant Désir de Cochon Rose
8. Micha et Macha
9. Jeannot Blanchet
10. Merlin Merlot
11. Tempête chez les lapins
12. Duvet ne veut pas voler
13. Pic et pic et colégram
14. Poulet des bois
15. Comment le chat trouva la maison de ses rêves
16. Un chat heureux
17. Le Calife cigogne
18. Les Nains et le Géant
19. Le Vilain Petit Canard
20. L'Envol du petit canard
21. Le Gâteau de Dialo
22. Le Grand Tam-tam
23. La Vache Amélie
24. Tout-en-soie
25. Les animaux qui cherchaient l'été
26. La Bonne Vieille
27. Le Chien de Brisquet
28. Le Violon enchanté
29. Le Cheveu de lune
30. Fourmiguette
31. Le Chat botté
32. Le Tigre en bois
33. Bernique
34. La Reine des poissons
35. La Grosse Noix
36. Les Malheurs de César
37. Émile
38. Eustache et Raoul
39. Tricoti tricota
40. Charlotte et la Mère Citrouille
41. Les Trois Frères
42. Le Tapis volant
43. Histoire de la lettre
44. Nuit de mai
45. La Grise et la Poulette
46. Un pantalon pour mon ânon
47. L'Histoire de Zo'hio
48. Le Singe et l'Hirondelle
49. Bravo tortue
50. Histoire d'ours et d'élans
51. Roule galette
52. L'Apprenti sorcier
53. Les Bons Amis

### Saison 3 (1999)[6]
1. Le Monstre de M. Stravinski
2. Écho le géant
3. Ma mère est une sorcière
4. Le Manteau du père Noël
5. Un cauchemar de grippe
6. Berk le crapaud
7. L'Arbre à grands-pères
8. Rentrée sur l'île Vanille
9. Lisette
10. J'aime trop les chapeaux
11. Les Musiciens de Brême
12. Le Pont du diable
13. Le Noël de maître Belloni
14. Kolos et les Quatre Voleurs
15. Grosse peur pour bébé loup
16. Maxime Loupiot
17. Feu follet est très pressé
18. Colas vole
19. La Sorcière née du vinaigre
20. Castagrogne de carabistouille
21. Le chien qui n'avait pas de nom
22. Aimé Bienvenu et ses amis
23. Tante marraine
24. Crotte alors !
25. Foming et le Trésor des mers
26. Quand le soleil deviendra rouge
27. Mon meilleur ami est un chameau
28. Izmir
29. Le Cartable magique
30. Super Papa
31. Les Lettres de Biscotte Mulotte
32. Une dent contre la souris
33. Les animaux du zoo sont malades
34. Le monstre que personne n'a vu
35. Espèce de cucurbitacée
36. Le Petit Carnet d'Archibald
37. C'est mon nid
38. La Poule, le Coq, le Cochon
39. Le Virus de la rentrée
40. La Guerre des kilos
41. Noël baobab
42. Épaminondas
43. Benjamin a une petite sœur
44. Titou a peur de tout
45. Le Chant du hibou
46. La Montagne du souriceau
47. Fleur des aurores
48. Le Cordonnier de Bagdad
49. Lou la brebis
50. La Petite Fille et les Loups
51. La Boîte à trésors
52. Princesse Mariotte
53. Les Piquants de Goz